# پدرو فرر
پدرو فرر (اسپانیایی: Pedro Ferrer‎؛ زادهٔ ۱۹۰۸ - درگذشته نامشخص) بازیکن فوتبال اهل کوبا بود.
وی همچنین در تیم ملی فوتبال کوبا بازی کرده‌است.
وی در مسابقات کشوری و بین‌المللی در مجموع برندهٔ ۱ مدال طلا شده‌است.